# Geaya auruginia
Geaya auruginia is een hooiwagen uit de familie Sclerosomatidae.